# エドワード・プレブル
エドワード・プレブル（英語: Edward Preble, 1761年8月15日 - 1807年8月25日）は、アメリカ合衆国の海軍軍人。トリポリ港の戦いでアメリカ艦隊の指揮を執ったことで知られる。

## 生涯

### マサチューセッツ州海軍時代
エドワード・プレブルは、アメリカ合衆国独立前の1761年に、マサチューセッツ湾直轄植民地のファルマス（現在のメイン州ポートランド）で生まれた。
アメリカ独立戦争が勃発すると、故郷のファルマスは1775年にイギリス軍の攻撃で焼かれた。プレブルは1777年に16歳で独立側の私掠船に乗り組み、海軍軍人としての第一歩を踏み出した。1779年にマサチューセッツ州海軍（en）のミジップマン（en、士官候補生の一種）となり、フリゲート「プロテクター」に配属された。「プロテクター」では2度の戦闘を経験したものの、1981年に乗艦がイギリス海軍に拿捕された。プレブルは捕虜となってニューヨーク沖の監獄船「ジャージー」（en）で拘束されたが、翌年に釈放された。プレブルは州海軍に戻ると「ウィンスロップ」の海尉に昇進し、実戦で移乗攻撃班の指揮官などを務めた。

### 合衆国海軍時代

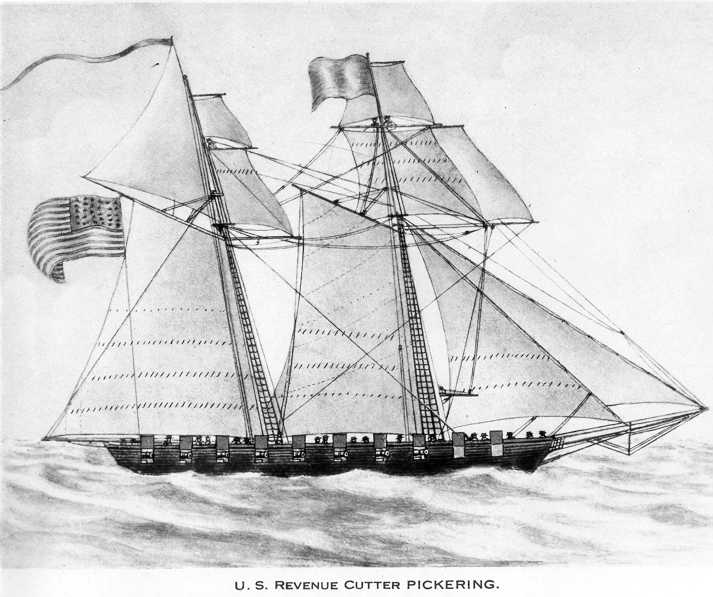
擬似戦争での乗艦「ピッカリング」。

プレブルは独立戦争終結後に商船員となったが、フランス革命戦争の影響でフランスとの擬似戦争に陥ると、再建されたアメリカ合衆国海軍の一等海尉として1798年4月に採用された。翌1799年1月に税関監視船隊（アメリカ沿岸警備隊の前身）から貸与（後に完全移管）された小型ブリッグ艦「ピッカリング」（en, 4ポンド砲14門）の艦長に任命され、6月まで西インド諸島方面での通商保護に従事した。任務中に、自艦より強力なフランス私掠船「L'Egypte Conquise」（9ポンド砲14門・6ポンド砲4門）と遭遇し、9時間の戦闘の末に降伏へと追い込んでいる。同年12月からは新鋭フリゲート「エセックス」（en）の艦長に任命されて海佐（後の大佐相当）に昇進、中国方面航路の通商保護のため1800年1月にニューヨークから出航し、インド洋にアメリカ軍艦旗を掲げた初めての海軍士官という栄誉を担う。
1803年にプレブルは代将として地中海戦隊の指揮を命じられ、2年前から継続中の第一次バーバリ戦争に従軍した。プレブルは旗艦のフリゲート「コンスティチューション」以下7隻の増援部隊を率いて地中海に向かい、リチャード・デイルに代わって戦隊司令官となった。プレブルは、トリポリを海上封鎖して一連のトリポリ港の戦いを指揮し、火船攻撃などの積極策を試みたが決定的な勝利は得られなかった。しかし、プレブルは、長引く封鎖作戦で緩んだ軍紀を粛正し、多くの士官を養成する成果を残した。当時のアメリカ海軍は予算削減の影響で艦長を含む士官のほとんどが20歳代の未熟な若手だったが、プレブルのチームワークを重んじた教育が浸透し、プロフェッショナルとして成長できた。このときの若手士官たちは「プレブルの弟子」（Preble's boy）と呼ばれ、米英戦争時に有能な艦長として活躍することになった。
1804年にプレブルは地中海戦隊司令官の任を解かれ、本国へと召還されて砲艦建造の指導にあたった。このころアメリカ海軍では沿岸封鎖に適した浅喫水の小型砲艦の建造に着手しており、経済性に優れた軍艦として軍縮派の共和党議員に注目されたため、本国の防衛用としても大量建造が進んでいた。先駆的な大量建艦の経験を得られた半面、アメリカ海軍の外洋海軍としての発展を阻害する弊害も生んだ。1805年には、トリポリでの戦功を称えて議会名誉黄金勲章を授与された。プレブルは健康を害したため前線に復帰することは無く、1807年に46歳で死去した。

## 関連事跡
プレブルを記念し、「プレブル (スループ・初代)」（en）、「プレブル (スループ・2代)」（en）、「プレブル (DD-12)」、「プレブル (DD-345)」、「プレブル (DDG-46)」、「プレブル (DDG-88)」まで6隻のアメリカ海軍艦艇が彼の名を命名されている。
また、オハイオ州のプレブル郡（en）など、彼にちなんで命名された地名もいくつか存在する。